# Eschershausen (Uslar)
Eschershausen is een plaats in de Duitse gemeente Uslar, deelstaat Nedersaksen, en telt 466 inwoners (2020).
Het dorp ligt 2 km ten noorden van het stadje Uslar aan de weg naar Dassel. Het ligt fraai aan de voet van het beboste middelgebergte Solling (zie: Wezerbergland).
Eschershausen werd voor het eerst in een document vermeld in het jaar 1318. Door de wat afgelegen ligging en de na 1990 optredende vergrijzing is het bevolkingscijfer sindsdien gedaald.
Landbouw en toerisme zijn de voornaamste middelen van bestaan in het dorp. Ook wonen er enige forensen met een werkkring in een grotere plaats in de omgeving.
Eschershausen moet niet worden verward met de gelijknamige plaats in de Samtgemeinde Eschershausen-Stadtoldendorf, die ook in het Wezerbergland ligt, maar circa 40 kilometer verder noordwaarts.